# CDC 1604
IL CDC 1604 era un mainframe a 46 bit progettato da Seymour Cray per la Control Data Corporation.  Il 1604 è ricordato per essere stato il primo computer basato su transistor ad aver avuto successo commerciale. Il nome del progetto era formato dal nome del precedente sistema 1103 progettato da Cray con l'aggiunta di 501, in numero civico della società. Il 1601 comunque aveva un'architettura simile a quella del 1103, sebbene fosse più potente del 1103. Venne prodotta anche una versione ridotta a 24 bit chiamata CDC 924.
Il primo 1604 venne acquistato dalla US Navy nel 1960 per gestire le operazioni dei Fleet Operations Control Center alle Hawaii, a Londra e a Norfolk in Virginia. Nel 1964 più di 50 sistemi erano stati venduti. Il successore del 1604 fu il CDC 3600.
Un minicomputer chiamato CDC 160A venne realizzato utilizzando i processori di I/O del sistema 1604. Il CDC 160A probabilmente è il primo minicomputer commerciale della storia.

## Architettura
La memoria del 1604 consisteva in 32 000 parole da 48 bit ed era basata su nuclei magnetici con un tempo di risposta di 6.4 microsecondi. la memoria era organizzata in due banche da 16 000 parole, gli indirizzi pari in un banco e gli indirizzi dispari nell'altro. I due banchi erano sfasati di 3.2 microsecondi e quindi il tempo di lettura totale era di 4.8 microsecondi.
Ogni parola da 48 bit conteneva due istruzioni da 24 bit. Le istruzioni avevano il formato 6-3-15, 6 bit per il codice dell'operazione, 3 per la tipologia di accesso e 15 per l'indirizzo di memoria (o di shift per le istruzioni di shift).

## Curiosità
Nel 1969 il Fleet Operations Control Center, Pacific aOahu nelle Hawaii avvio l'Automated Control Environment (ACE) utilizzando un cluster di cinque CDC 160A per supervisionare e gestire una rete condivisa tra quattro CDC 1604
La terza versione del sistema informatico per l'istruzione PLATO venne basato su CDC 1604.
- Neil R. Lincoln with 18 Control Data Corporation (CDC) engineers on computer architecture and design, Charles Babbage Institute, University of Minnesota.  Engineers include Robert Moe, Wayne Specker, Dennis Grinna, Tom Rowan, Maurice Hutson, Curt Alexander, Don Pagelkopf, Maris Bergmanis, Dolan Toth, Chuck Hawley, Larry Krueger, Mike Pavlov, Dave Resnick, Howard Krohn, Bill Bhend, Kent Steiner, Raymon Kort, and Neil R. Lincoln.  Discussion topics include CDC 1604, CDC 6600, CDC 7600, CDC 8600, CDC STAR-100 and Seymour Cray.
- Oral history interview with Mike Schumacher, Charles Babbage Institute, University of Minnesota.  Schumacher discusses the development of operating and applications software for the CDC 1604.